# Lednogóra (gromada)
Lednogóra – dawna gromada, czyli najmniejsza jednostka podziału terytorialnego Polskiej Rzeczypospolitej Ludowej w latach 1954–1972.
Gromady, z gromadzkimi radami narodowymi (GRN) jako organami władzy najniższego stopnia na wsi, funkcjonowały od reformy reorganizującej administrację wiejską przeprowadzonej jesienią 1954 do momentu ich zniesienia z dniem 1 stycznia 1973, tym samym wypierając organizację gminną w latach 1954–1972.
Gromadę Lednogóra z siedzibą GRN w Lednogórze utworzono – jako jedną z 8759 gromad na obszarze Polski – w powiecie gnieźnieńskim w woj. poznańskim, na mocy uchwały nr 19/54 WRN w Poznaniu z dnia 5 października 1954. W skład jednostki weszły obszary dotychczasowych gromad Dziekanowice, Lednogóra i Moraczewo, ponadto miejscowość Imielenko z dotychczasowej gromady Imielenko oraz miejscowość Rybitwy z dotychczasowej gromady Latalice – ze zniesionej gminy Łubowo w tymże powiecie. Dla gromady ustalono 12 członków gromadzkiej rady narodowej.
29 lutego 1956 do wsi Rybitwy w gromadzie Lednogóra włączono część wsi Latalice, obejmującą gospodarstwa rolne położone na uboczu wsi Latalice między wsiami Moraczewo a Lednogóra, z gromady Węglewo w powiecie poznańskim w tymże województwie.
1 stycznia 1962 do gromady Lednogóra włączono miejscowość Siemianowo ze znoszonej gromady Komorowo w tymże powiecie.
4 lipca 1968 gromadę zniesiono, a jej obszar włączono do gromady Łubowo w tymże powiecie.